# Chronicon Pictum
La Crònica Il·luminada d'Hongria (també coneguda com a Chronicum [Hungariae] Pictum, Chronica Picta o Chronica de Gestis Hungarorum) és una crònica il·lustrada medieval del Regne d'Hongria del segle xiv.

## Història de la crònica
La crònica va ser escrita per Marc de Kalt (llatí: Marci de Kalt, hongarès: Kálti Márk) l'any 1358 en llatí, amb el darrer dels les il·luminació s'han acabat entre 1370 i 1373.
Segons l'historiador Bálint Hóman, la font original de totes les cròniques hongareses existents va ser la Gesta Ungarorum perduda, que va ser escrita en temps de Sant Ladislau. La premissa bàsica de la tradició crònica medieval hongaresa afirma que els huns, és a dir, els hongareses, van sortir dues vegades de les regions d'Escítia, el principi rector era l'hun-hongarès.
La crònica va ser donada pel rei hongarès Lluís I al rei francès Carles V, quan la filla de Lluís, Catherine, es va comprometre amb el fill de Carles Lluis I, duc d'Orleans el 1374. La crònica es va donar més tard al dèspota serbi Đurađ Branković com a un regal del rei francès Carles VII. La crònica es va copiar aleshores l'any 1462. Entre 1458 i 1490, es va conservar a Hongria, a la cort del rei Matthias Corvinus. Més tard es va perdre, possiblement va passar algun temps en possessió dels Otomans. Hi ha proves que suggereixen que a la segona meitat del segle XV la crònica es trobava de nou a Hongria, ja que conté diverses entrades manuscrites en hongarès i en llatí de l'època. En tres llocs, els investigadors també van trobar escrits turcs que fan diversos comentaris sobre Hongria. Per això, els investigadors van concloure que en algun moment entre els segles XV i XVII el manuscrit era propietat d'un hongarès que coneixia molt bé el turc. La crònica podria haver estat present a Viena durant l'infame setge otomà del segle XVI, ja que almenys des del segle XVII pertanyia als arxius reials de Viena. Sebastian Tengnagel l'esmenta al catàleg de manuscrits de la biblioteca de la cort de 1608 a 1636, motiu pel qual de vegades se'l coneix com la Crònica il·luminada de Viena. Com a resultat de la Convenció Cultural de Venècia, la crònica va ser retornada a Hongria el 1934. El manuscrit es conserva ara a la Biblioteca Nacional Széchényi a Budapest, Hongria.
Les 147 escenes representades demostren gran coneixement de la vida, història i llegendes hongareses, i suposen una font d'informació important per a l'estudi de l'Hongria medieval.
El manuscrit es conserva a la Biblioteca Nacional Széchényi, a Budapest.

## Galeria d'imatges

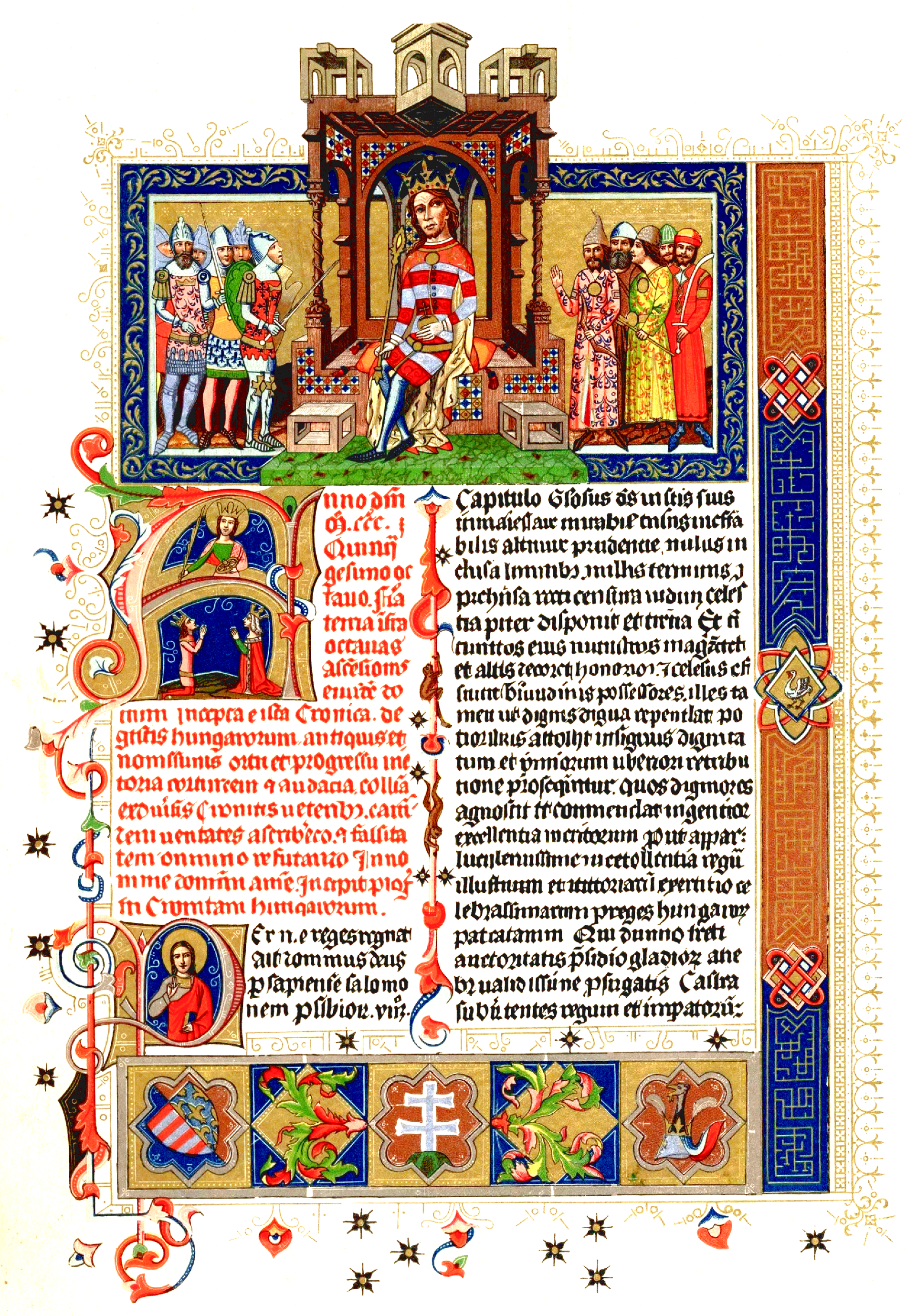
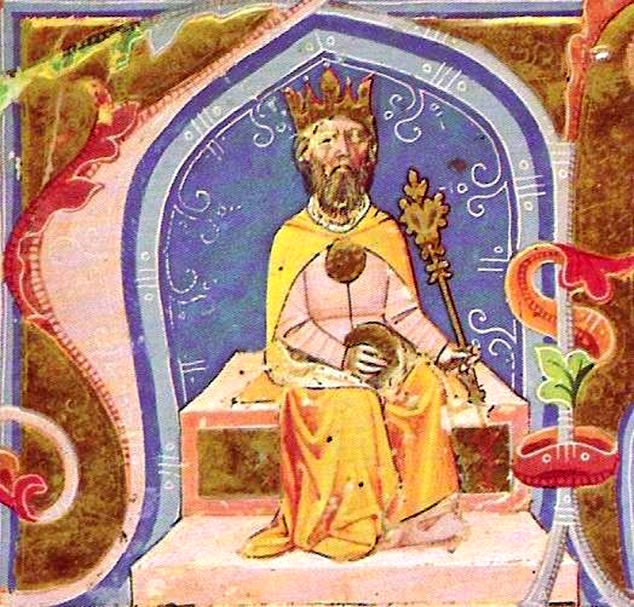
Àtila, Rei dels Huns
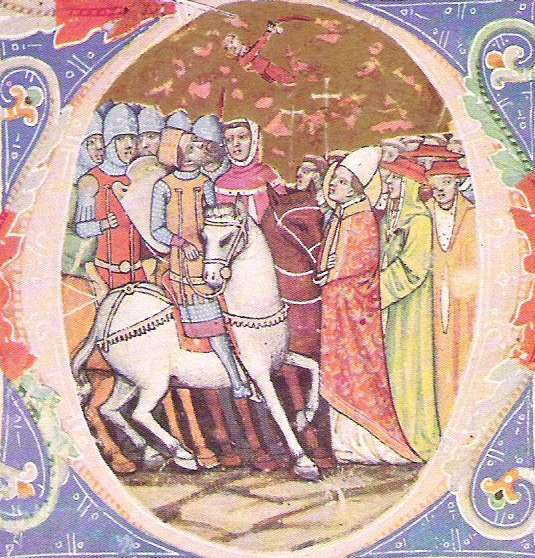
Àtila parlamentant amb el Papa Lleó I
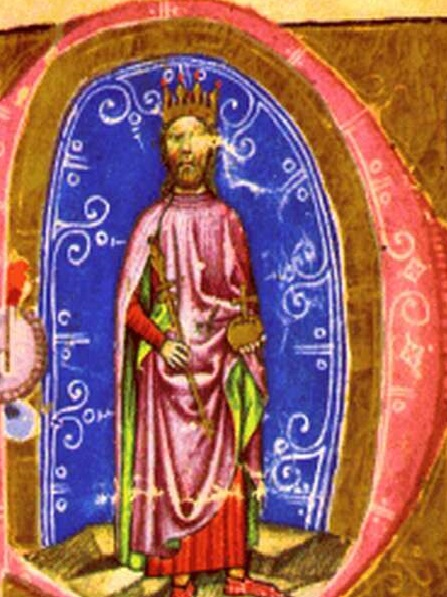
Béla IV
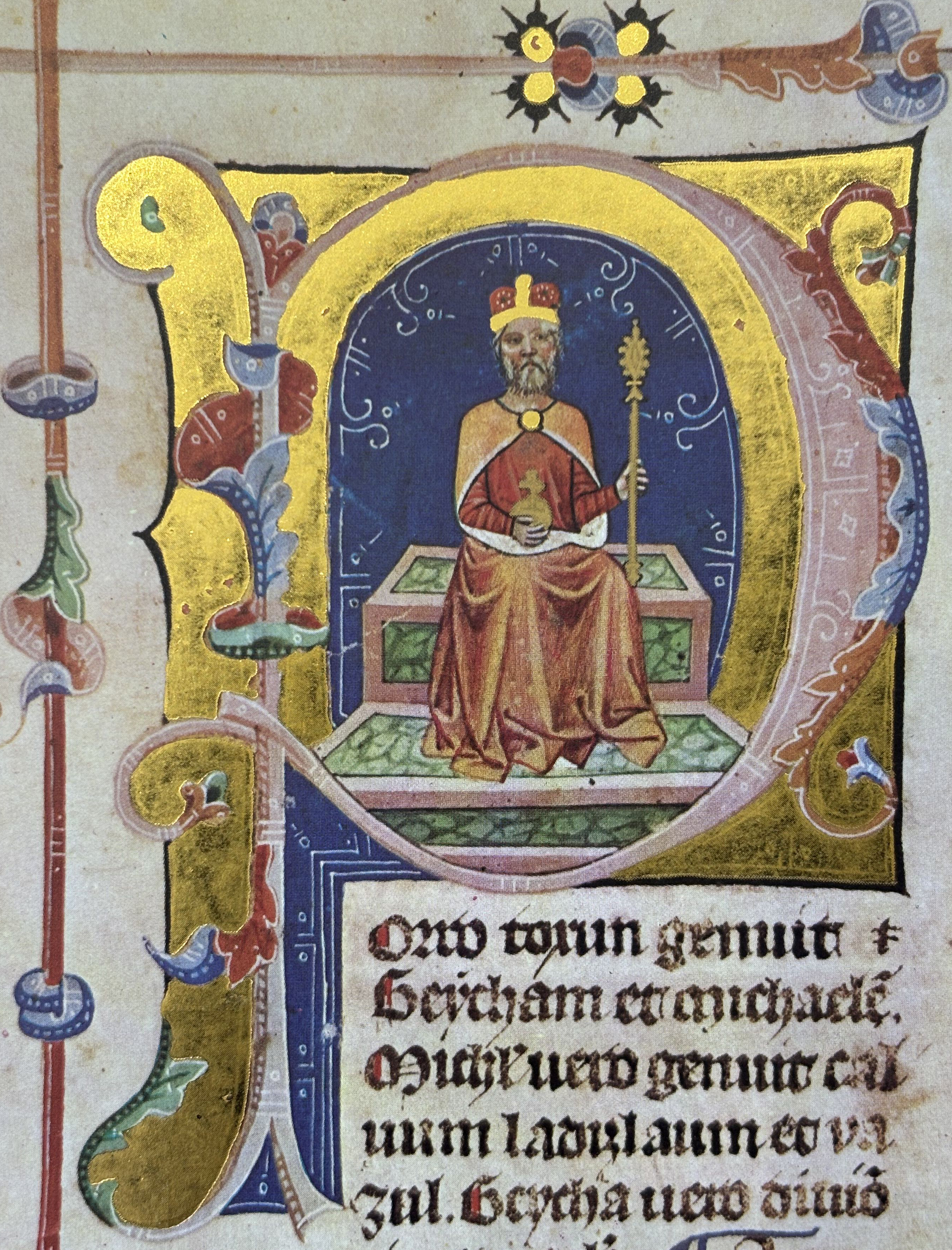
Géza
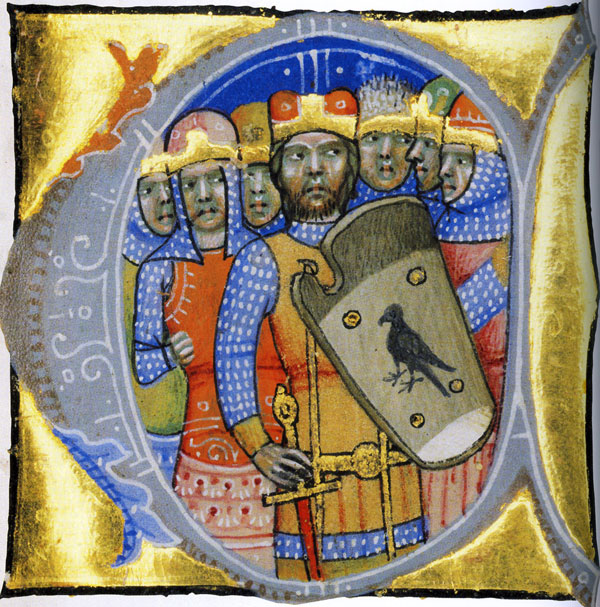
Els Set Capitosts
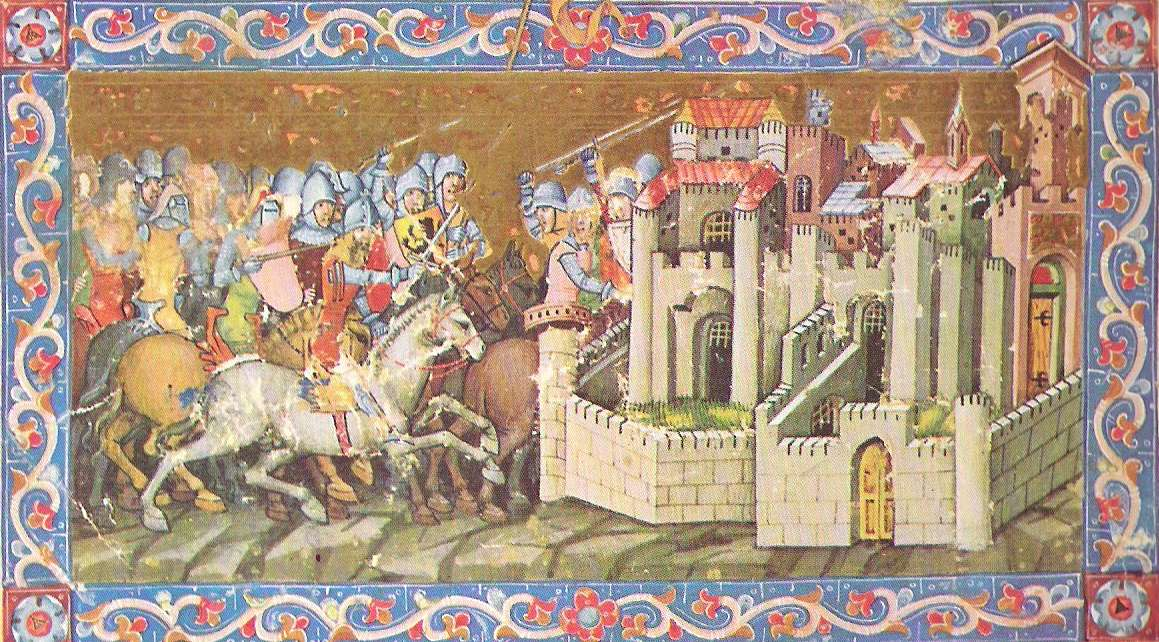
Els huns assetjant una ciutat
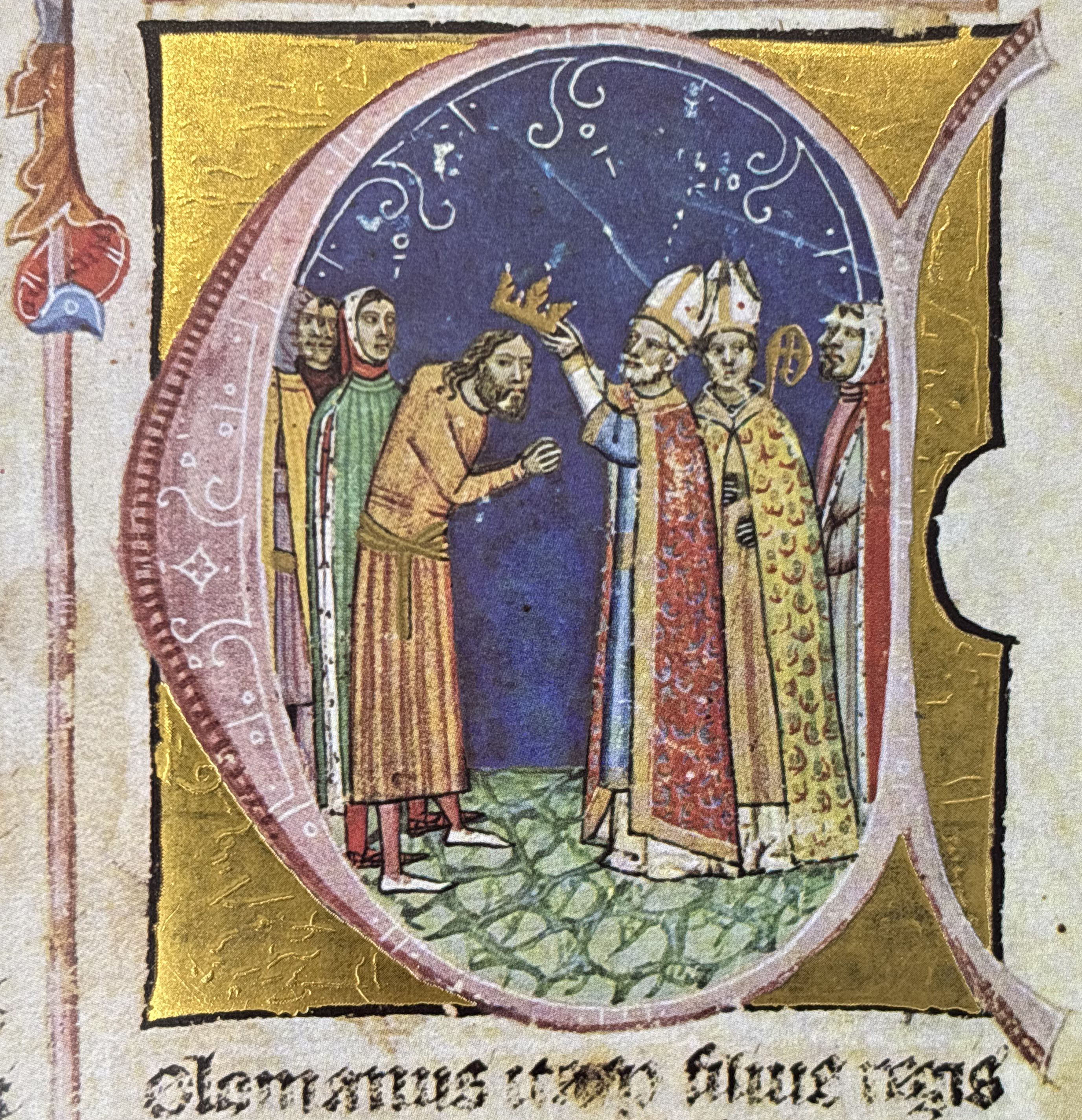
Rei Coloman
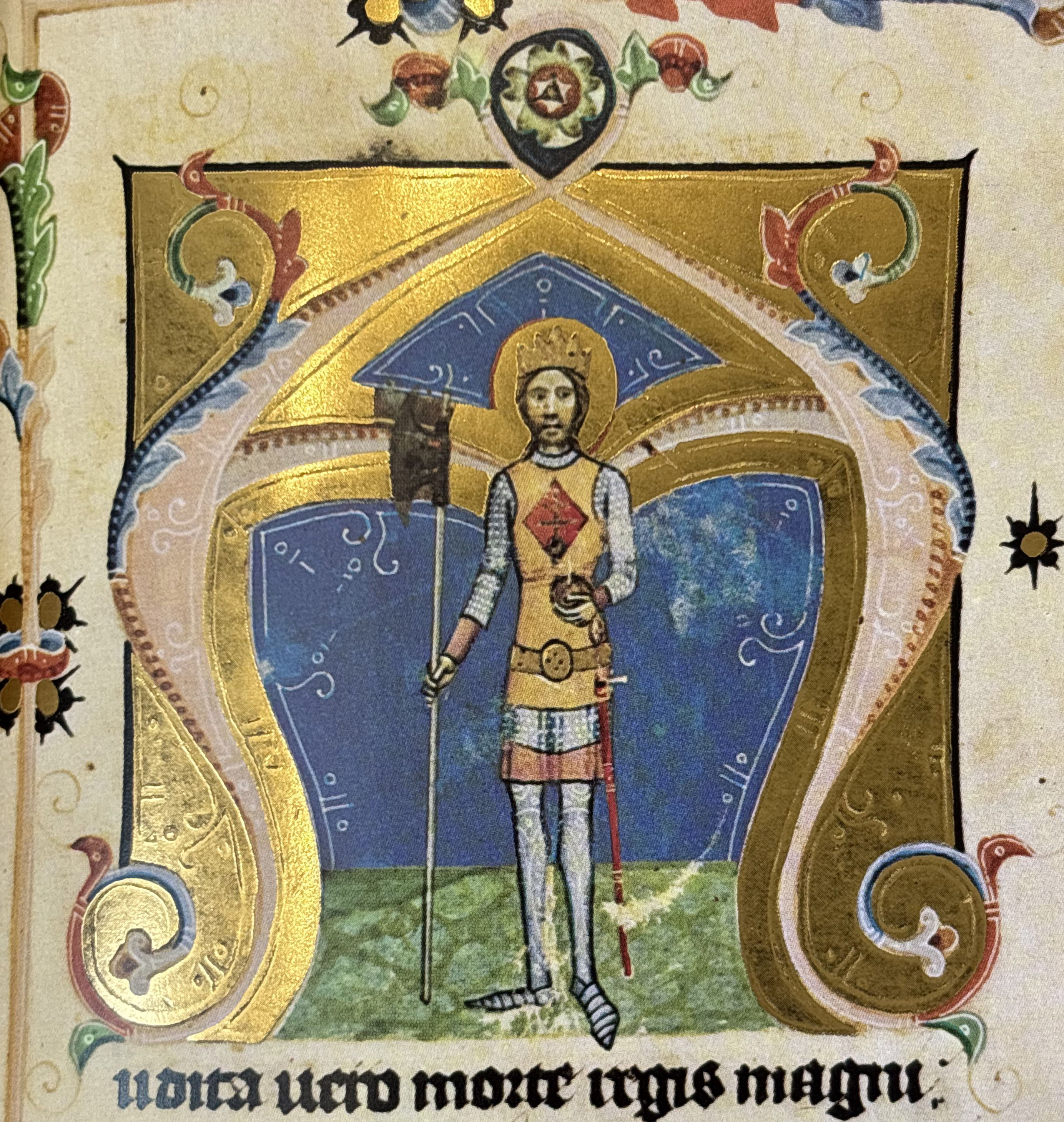
Rei St. Laszlo
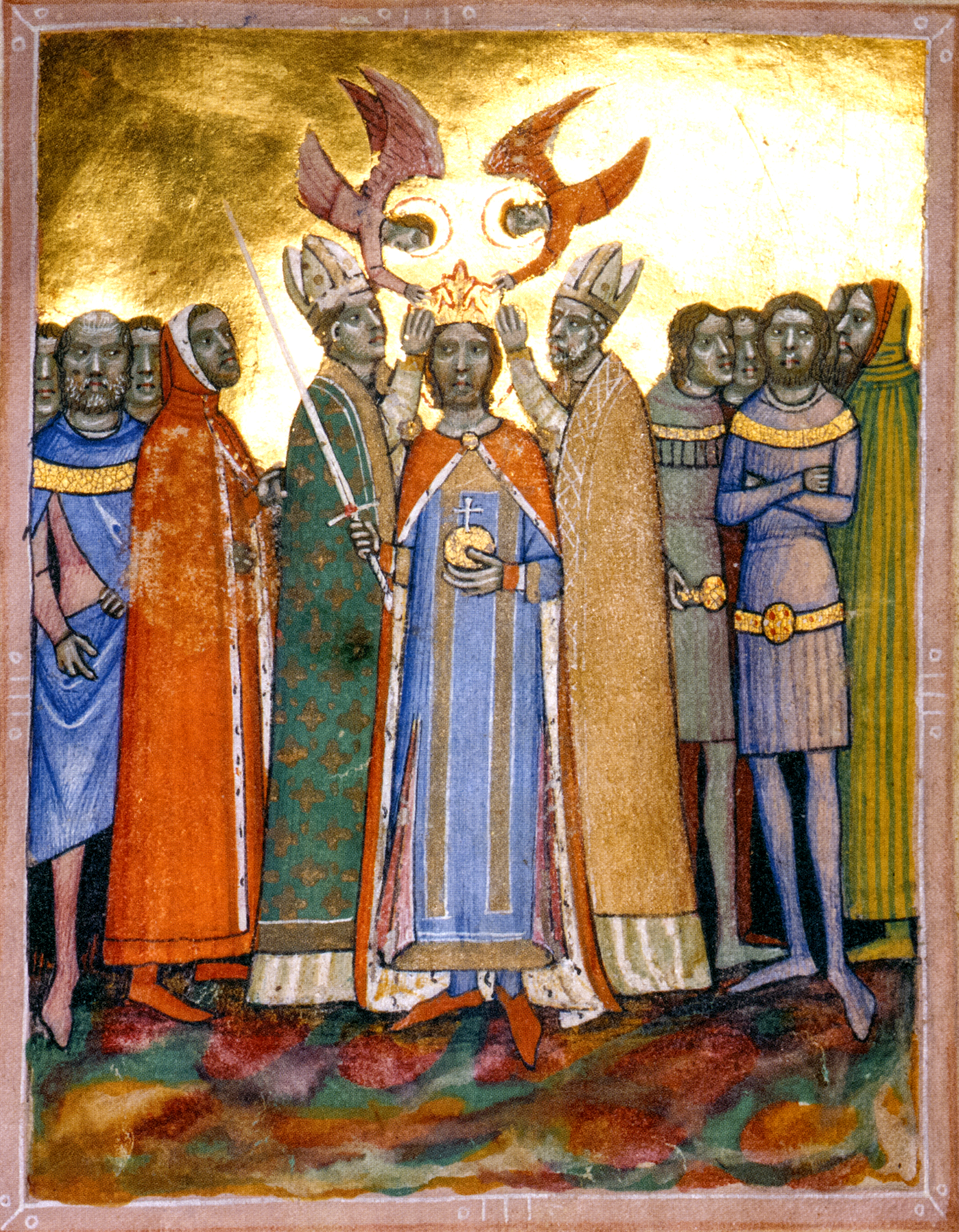
Rei St. Laszlo
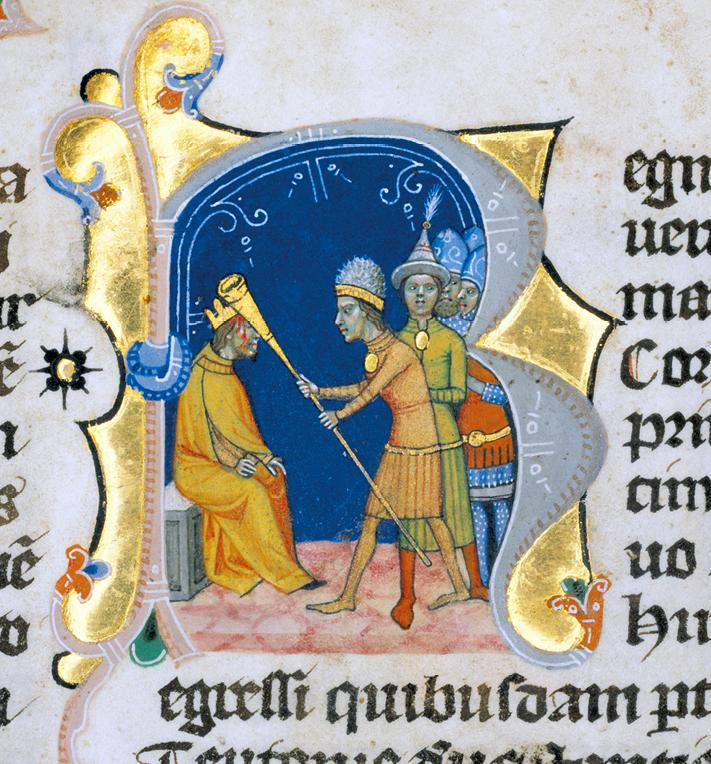
Lehel i el seu corn
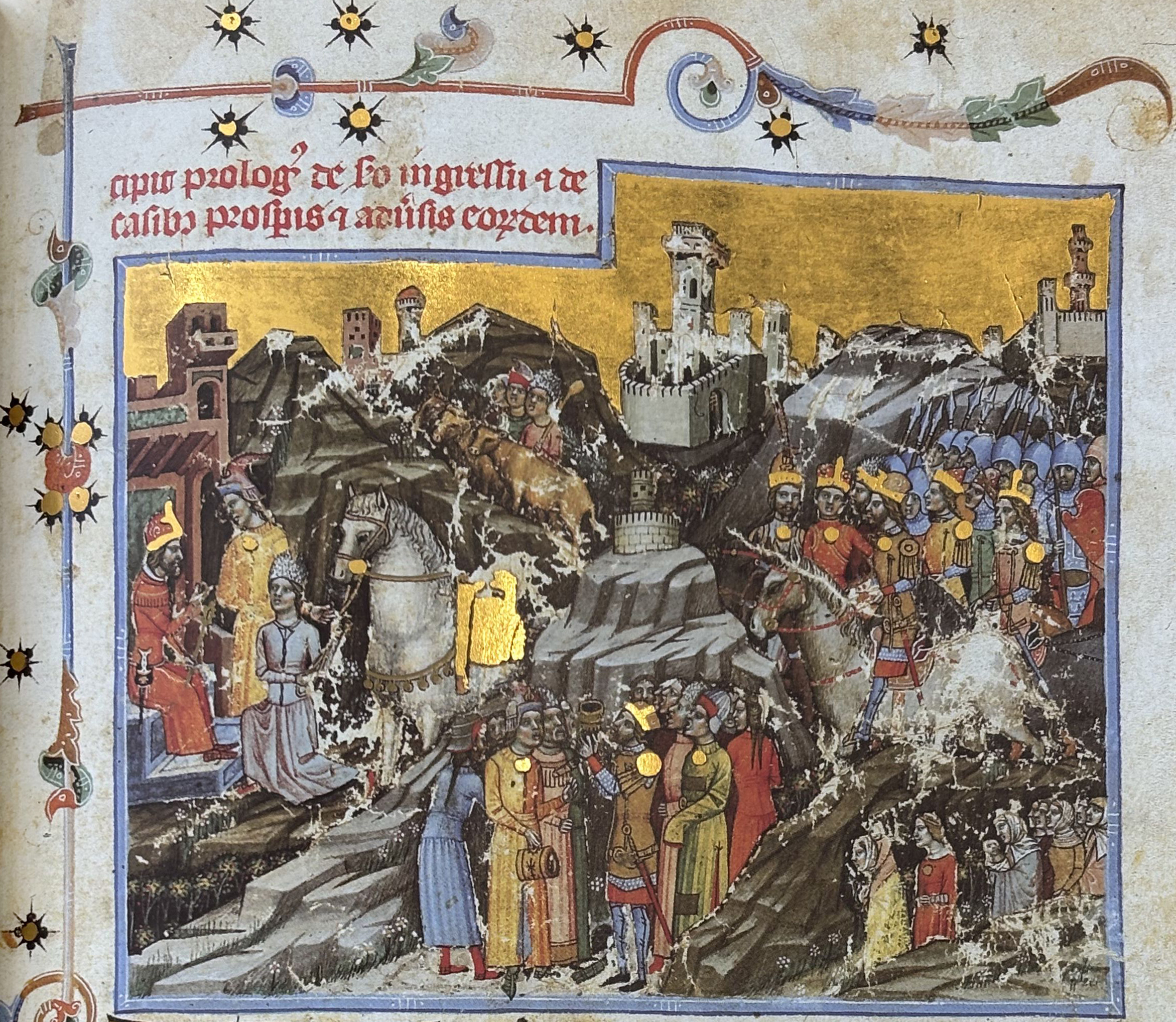
La invasió dels hongaresos
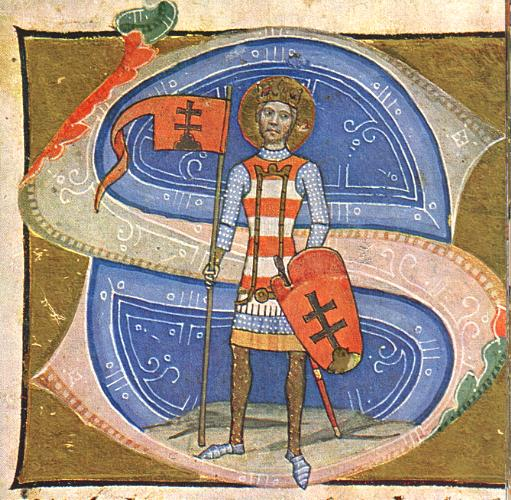
Sant Esteve rei
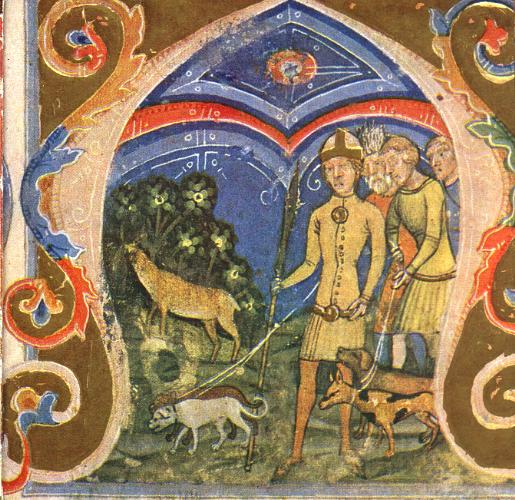
La Caça del Cérvol Blanc